# Propil

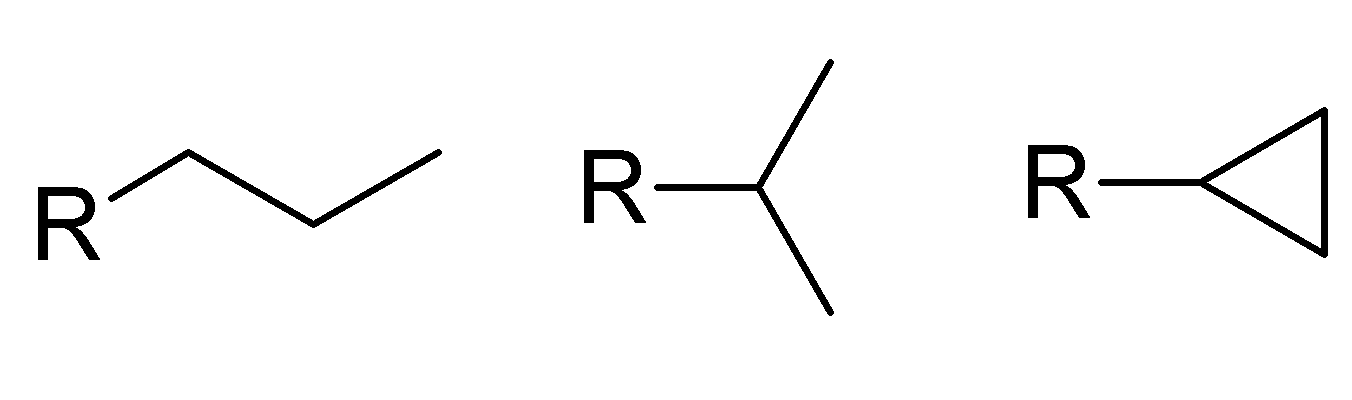
n-propil, isopropil e ciclopropil, respectivamente

Em química orgânica, propil ou propila é um radical alquila de formula  -C3H7.  É derivado do alcano propano.
Dependendo da posição de valência livre, o propil apresenta dois isômeros:
n-propil/1-propil/propil: Quando a valência livre está localizada em um dos dois carbonos primários, ou seja, num dos carbonos terminais da formula.
CH3-CH2-CH2* ou *CH2-CH2-CH3
- isopropil(a)/2-propil/sec-propil: Quando a valência livre está localizada no carbono secundário, ou seja, no carbono central  da formula.

CH3-CH*-CH3
O  ciclopropil, ou c-propil, é um radical monovalente derivado do ciclopropano. Não apresenta isomeria com as outras duas formas de radicais propila. Sua formula química é: -C3H5
Metil, propil e funil benzenico são aciclicos e insaturados

1. ↑  Metil, propil, funil são carbonos aciclicos